# Rete tranviaria di Chengdu
La rete tranviaria di Chengdu (成都有轨电车S) è la rete tranviaria che serve la città cinese di Chengdu.

## Storia
Il primo tronco della rete venne attivato il 26 dicembre 2018; il 27 dicembre dell'anno successivo vennero aperte ulteriori tratte che portarono la rete all'estensione di 39 km.